# Timonius finlaysonianus
Timonius finlaysonianus là một loài thực vật có hoa trong họ Thiến thảo. Loài này được (Wall. ex G.Don) Hook.f. miêu tả khoa học đầu tiên năm 1880.